# غرزة (تشارك)
غرزة (بالفارسية: گرزه) هي قرية تقع في إيران في بلدة شيبكوه. يقدر عدد سكانها بـ 805 نسمة .